# Agrilus yami
Agrilus yami é uma espécie de inseto do género Agrilus, família Buprestidae, ordem Coleoptera.
Foi descrita cientificamente por Kaino, 1938.